# Thymus ochotensis
Thymus ochotensis — вид рослин родини глухокропивові (Lamiaceae), ендемік Росії.

## Опис
Листки від еліптичної до овальної форми, довго черешкові, з обох сторін коротко волосаті. Суцвіття головчасте; чашечка зелена, вузько дзвінчата; квітки довжиною 7–9 мм.

## Поширення
Ендемік Росії (Хабаровськ, Магадан, Якутська).